# Iglesia de Santa María (Becerril de Campos)
La iglesia de Santa María la Antigua fue un templo católico ubicado en la localidad de Becerril de Campos, y declarado Bien de interés cultural el 12 de abril de 1973. Desde 1971 está desacralizada y alberga una de las sedes del Museo Territorial Campos del Renacimiento. El museo fue inaugurado el 10 de julio de 1996.

## Descripción
La iglesia, datada en el siglo XV, es una de las más antiguas de Becerril de Campos. El edificio es predominantemente gótico, aunque con algunos restos románicos y añadidos renacentistas y barrocos. Fue remodelado a finales del siglo XX para instalar un museo de arte sacro con obras recogidas de otras iglesias de la localidad, exhibiendo, entre otras disciplinas artísticas, pinturas, esculturas y orfebrería. Precede la entrada a la iglesia un soberbio pórtico de dos pisos, con altas columnas de piedra y apoyos de madera. La parte central del mismo la cubre un interesante artesonado ochavado del siglo XVI.
En la colección del museo destaca un conjunto de obras de Pedro Berruguete, que componían el antiguo retablo mayor de la iglesia, así como un numeroso grupo de esculturas de Alejo de Vahía, quien fue vecino de la propia villa de Becerril, quizá la mejor colección que existe de este autor de finales del gótico. Otros artistas también presentes en este museo son Juan de Juni, Francisco Giralte o Tomás de Sierra, así como un buen número de obras anónimas que abarcan varias épocas, estilos y calidades. 
La nave central se cubre con un alfarje de influencia mudéjar, al igual que el que cubre el sotocoro, decorado con figuras esculpidas de rica policromía. En el testero de la nave central, un teatral retablo barroco del siglo XVIII. Otros retablos renacentistas, góticos o del primer barroco se distribuyen por las salas del museo, constituyendo una interesante colección de esta disciplina artística. Finalmente, se pueden admirar muestras de platería y también del arte de la yesería, como el púlpito o las decoraciones de una de las capillas laterales.

## Galería de imágenes

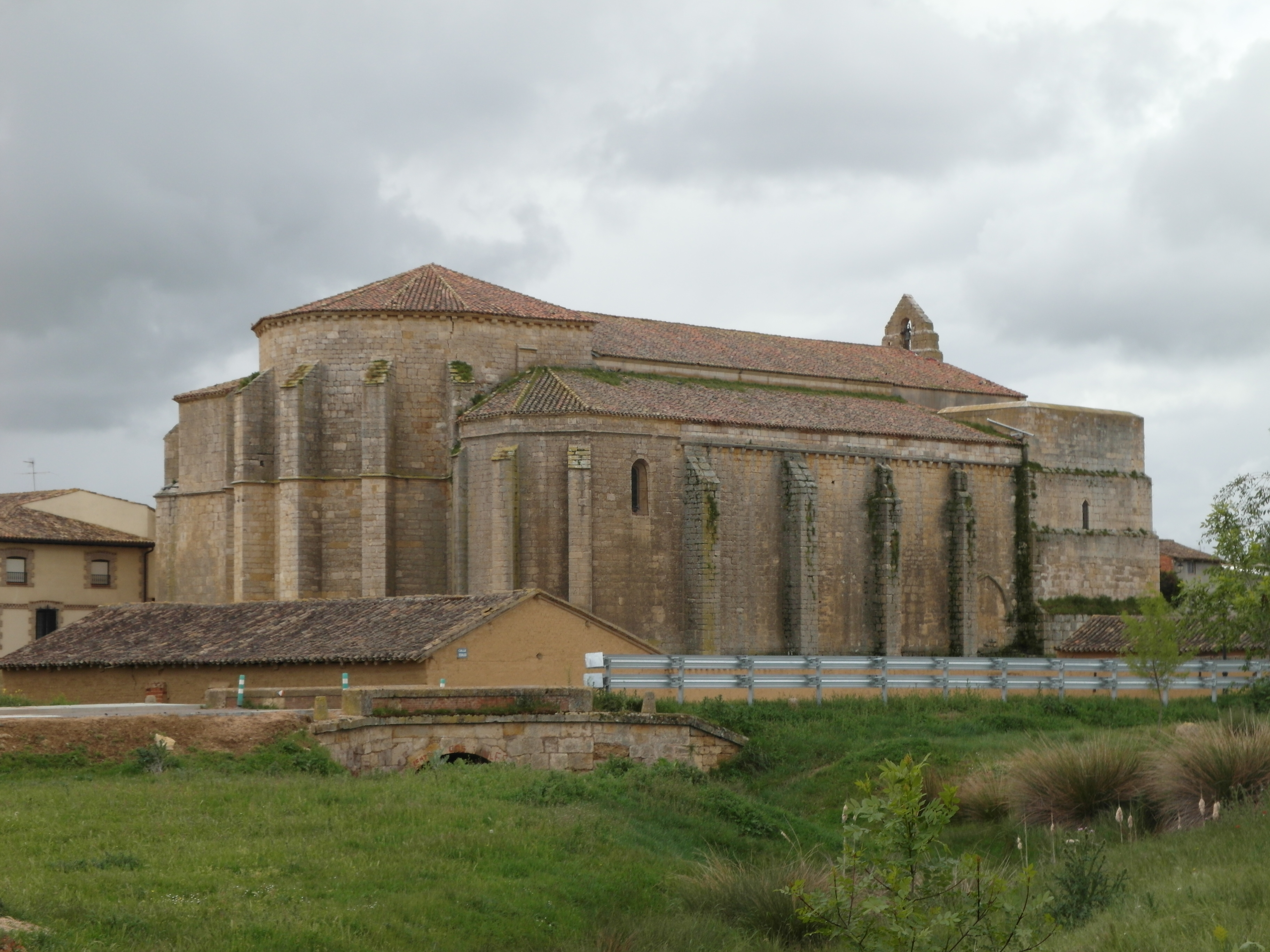
Exterior de la iglesia-museo de Santa María
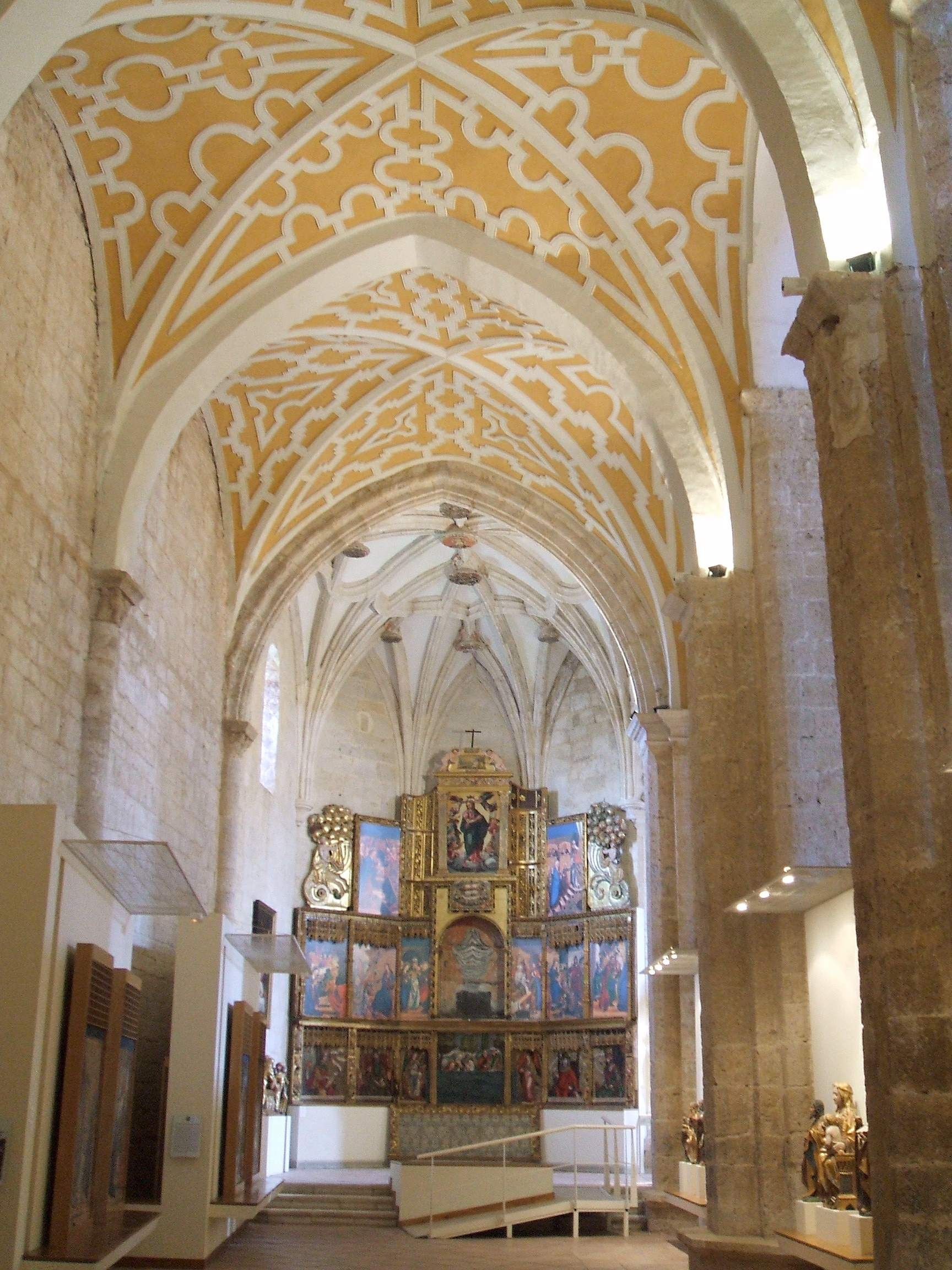
Interior de la nave lateral, con el retablo mayor pintado por Pedro Berruguete
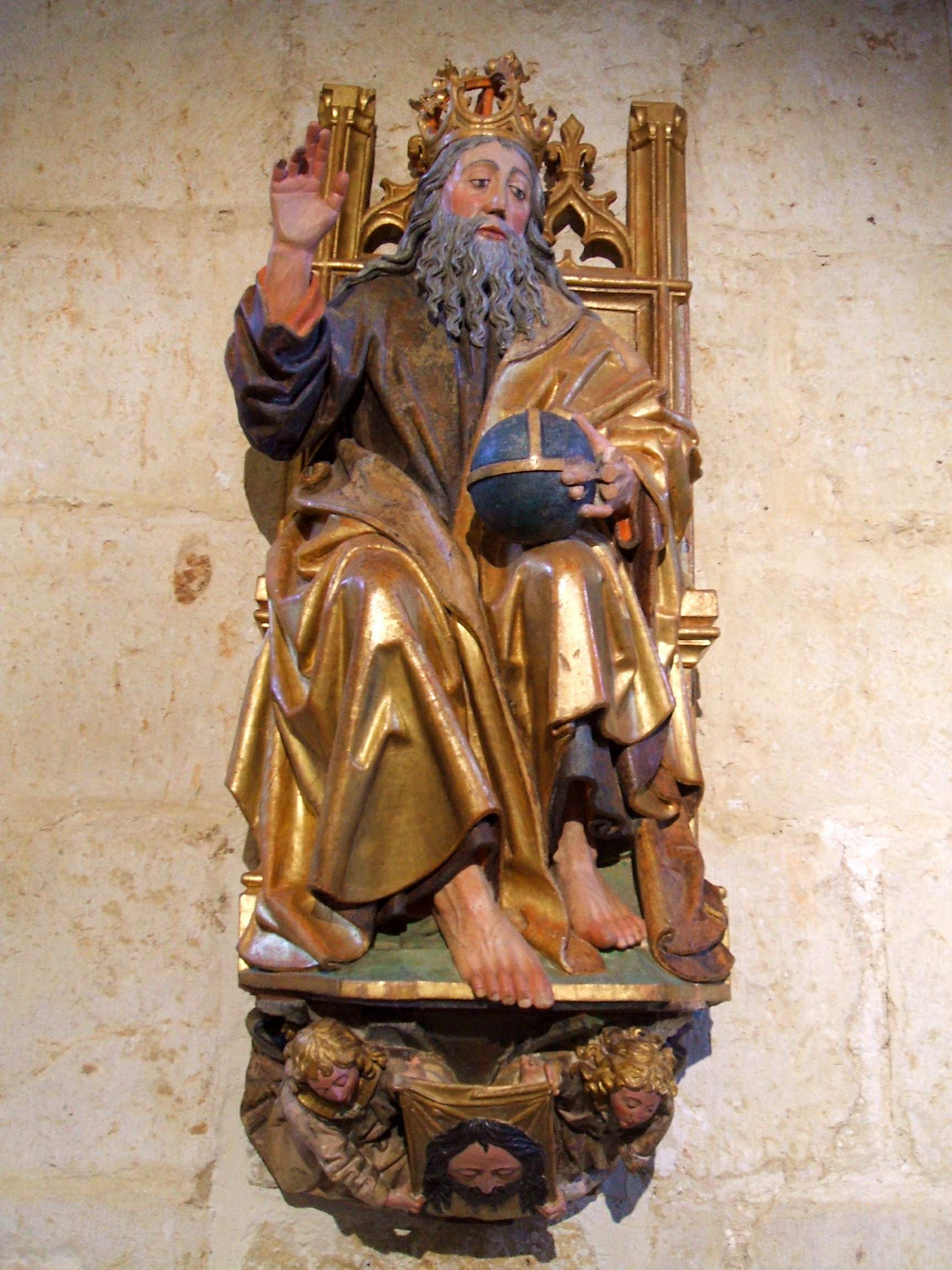
El Padre Eterno, por Alejo de Vahía
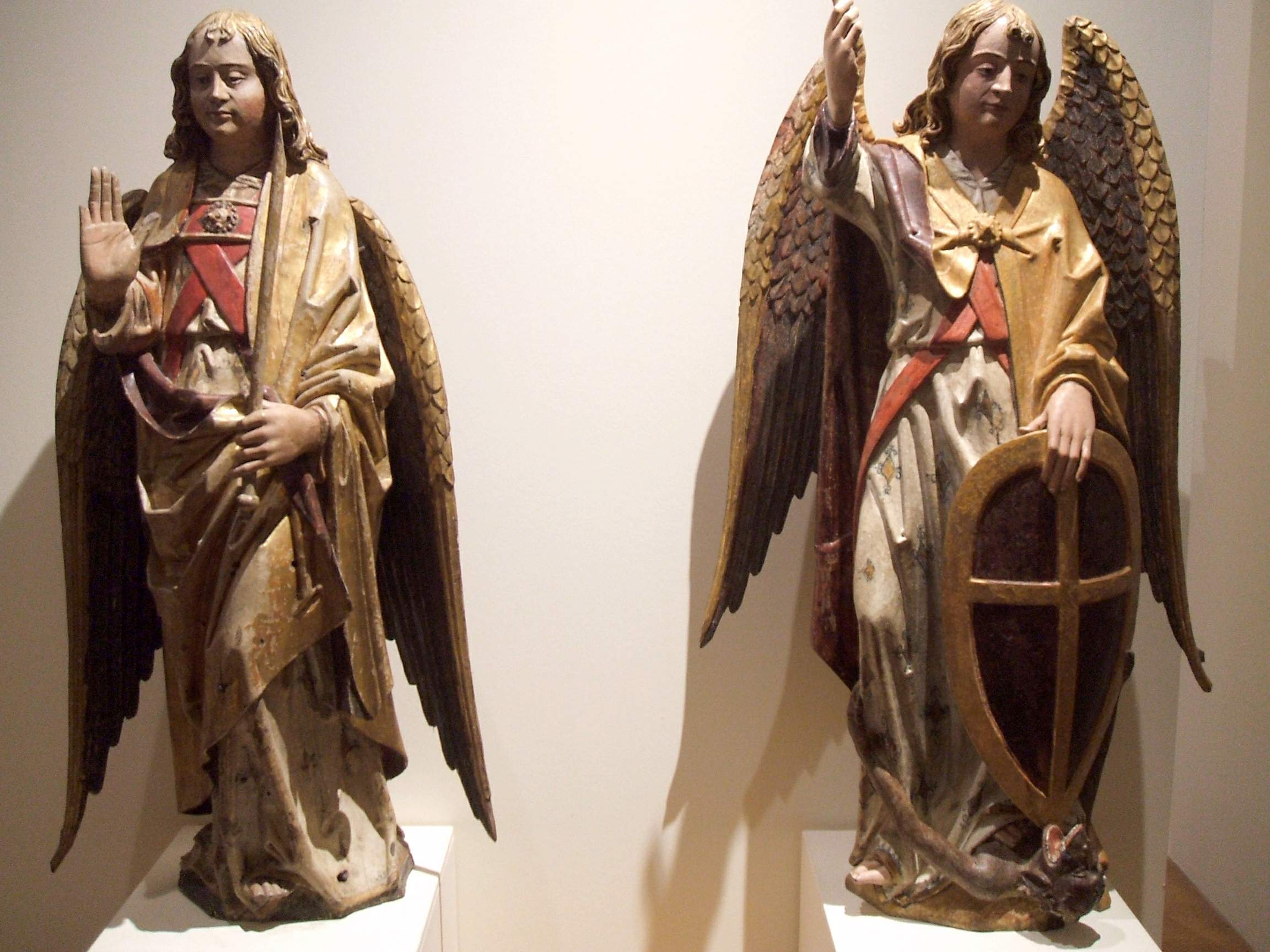
Los arcángeles Miguel y Gabriel, por Alejo de Vahía
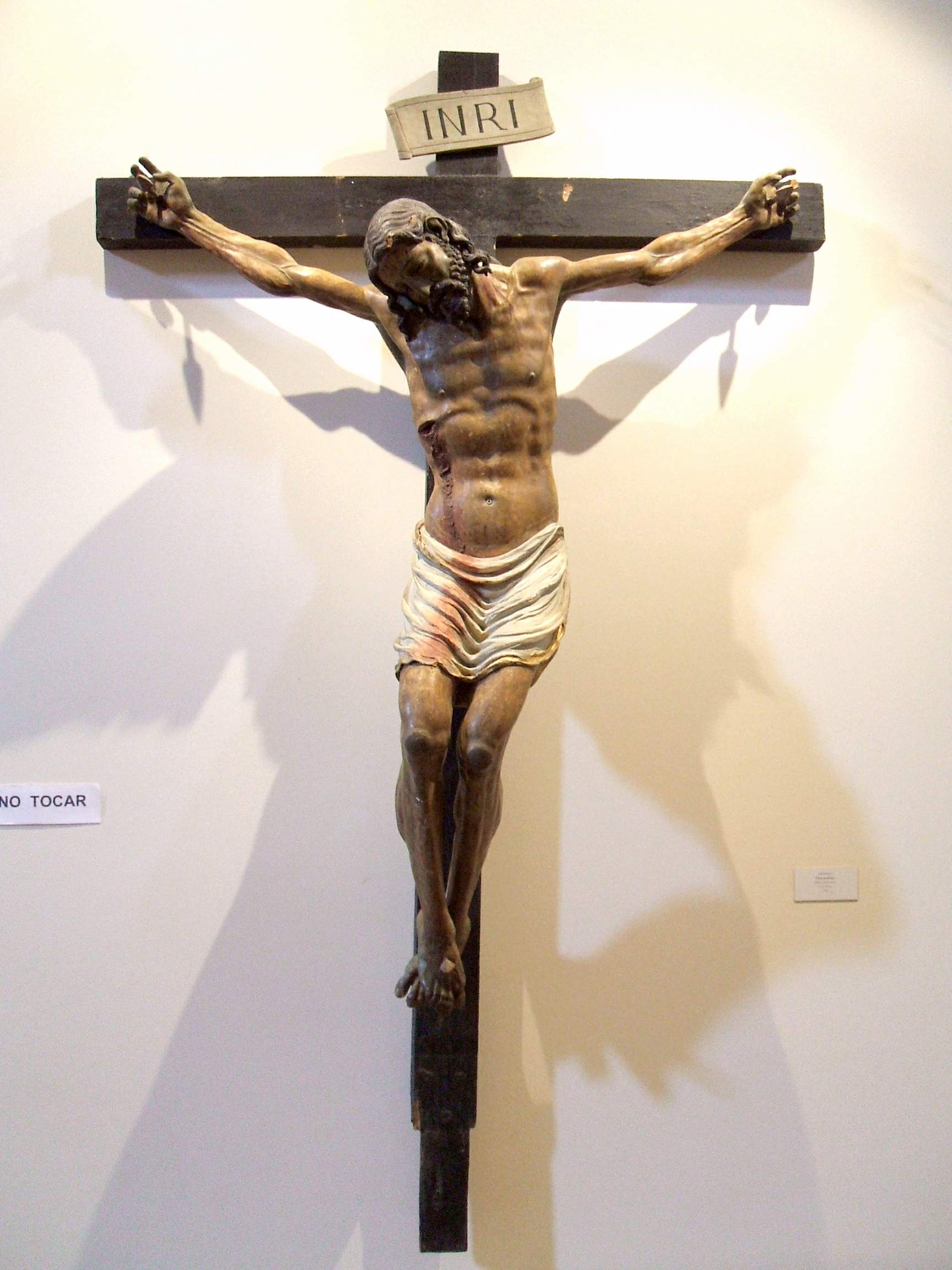
Cristo crucificado, por anónimo del siglo XVI, tal vez Juan de Valmaseda
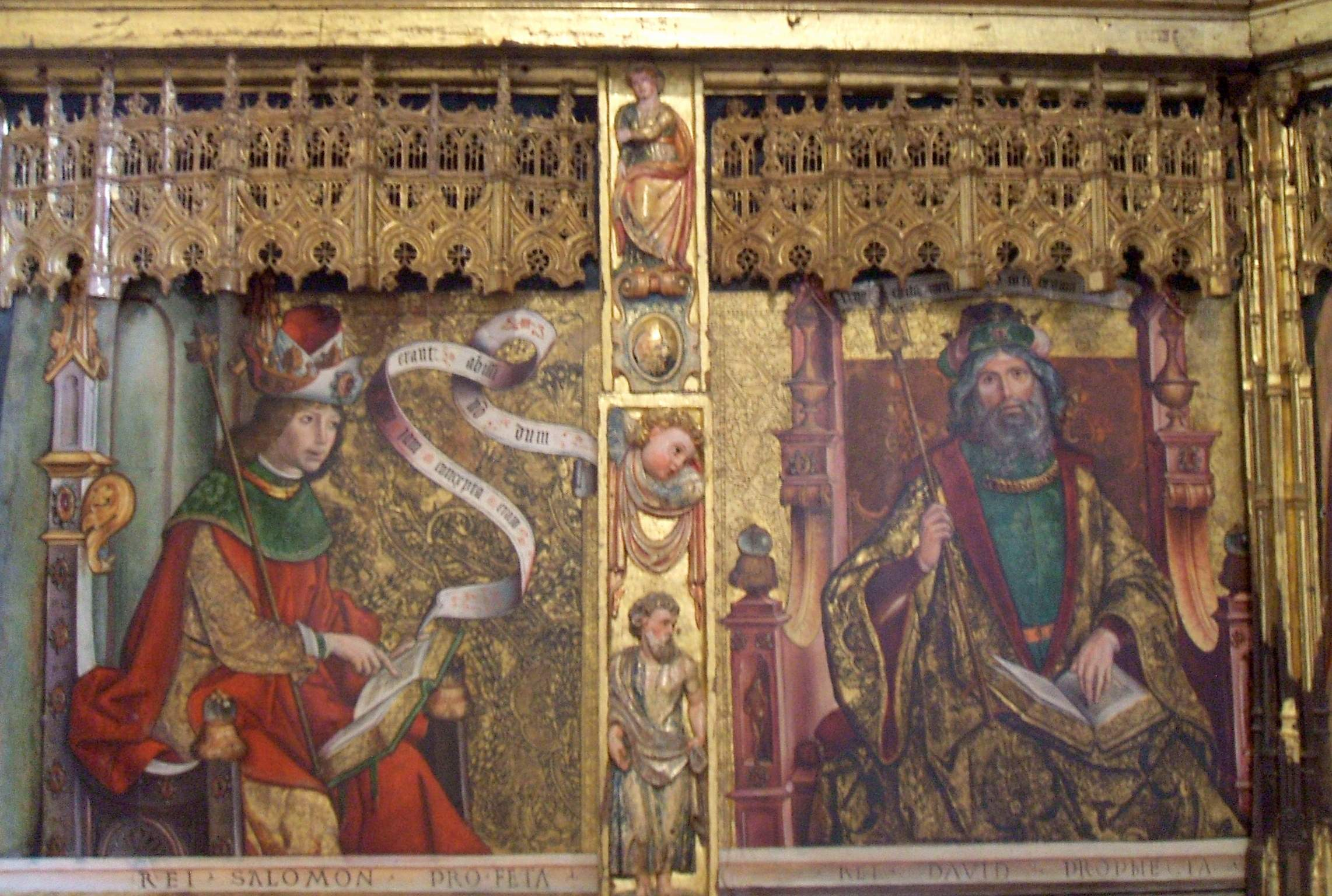
Los reyes Salomón y David, por Pedro Berruguete
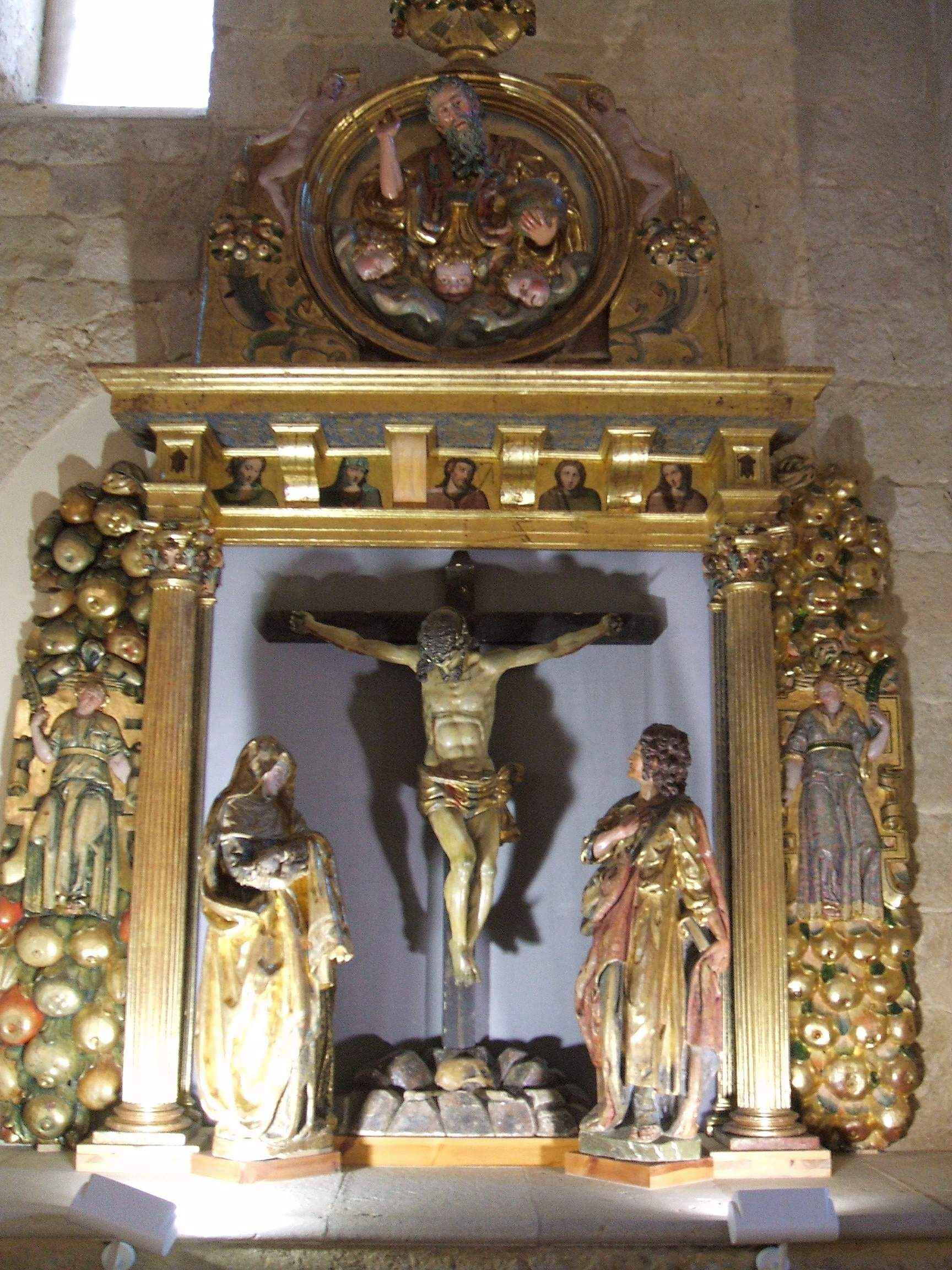
Calvario romanista del siglo XVI, con Padre Eterno por Juan de Juni
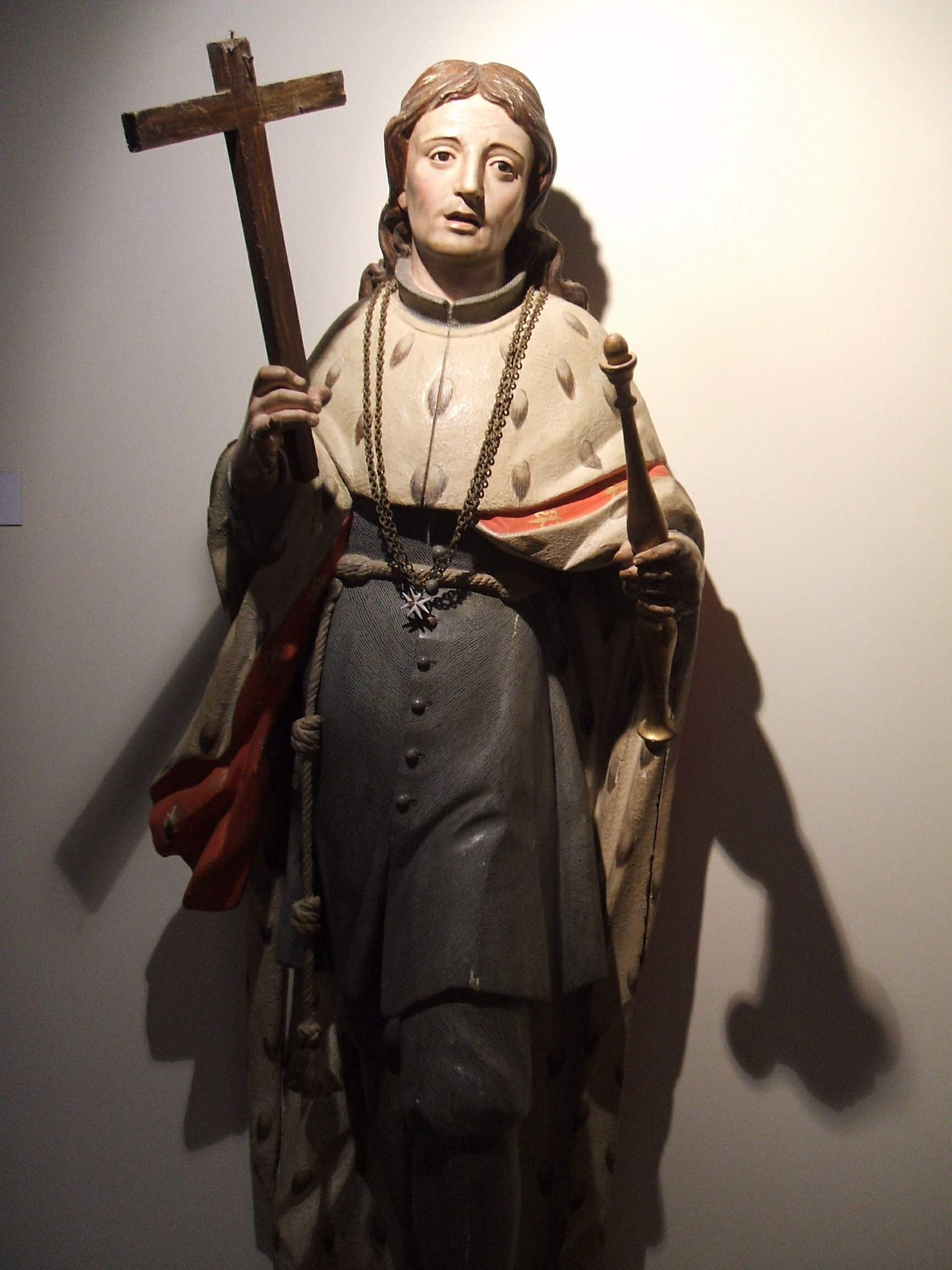
San Luis rey de Francia, anónimo del siglo XVIII.
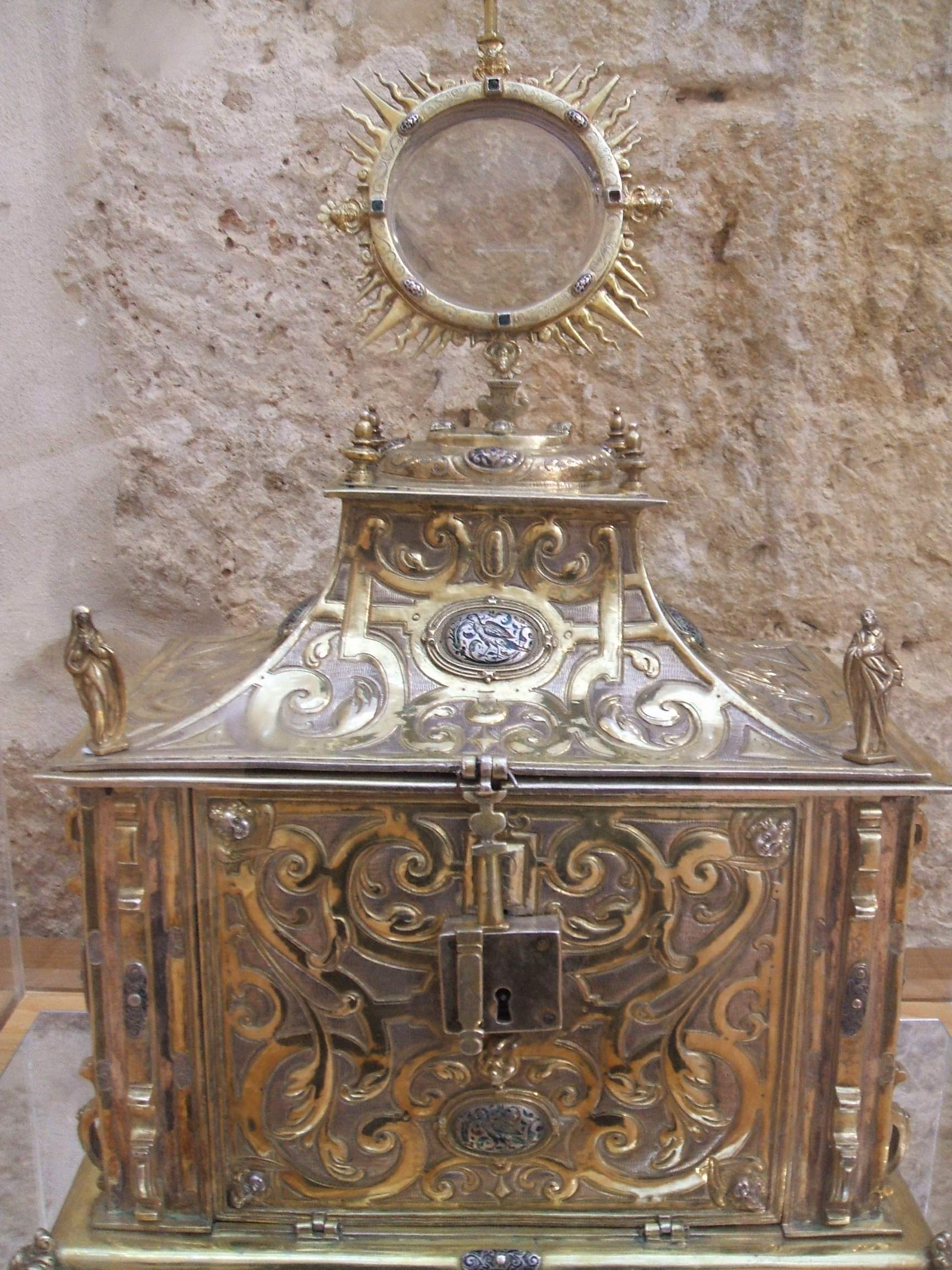
Arqueta eucarística, plata labrada, del siglo XVII
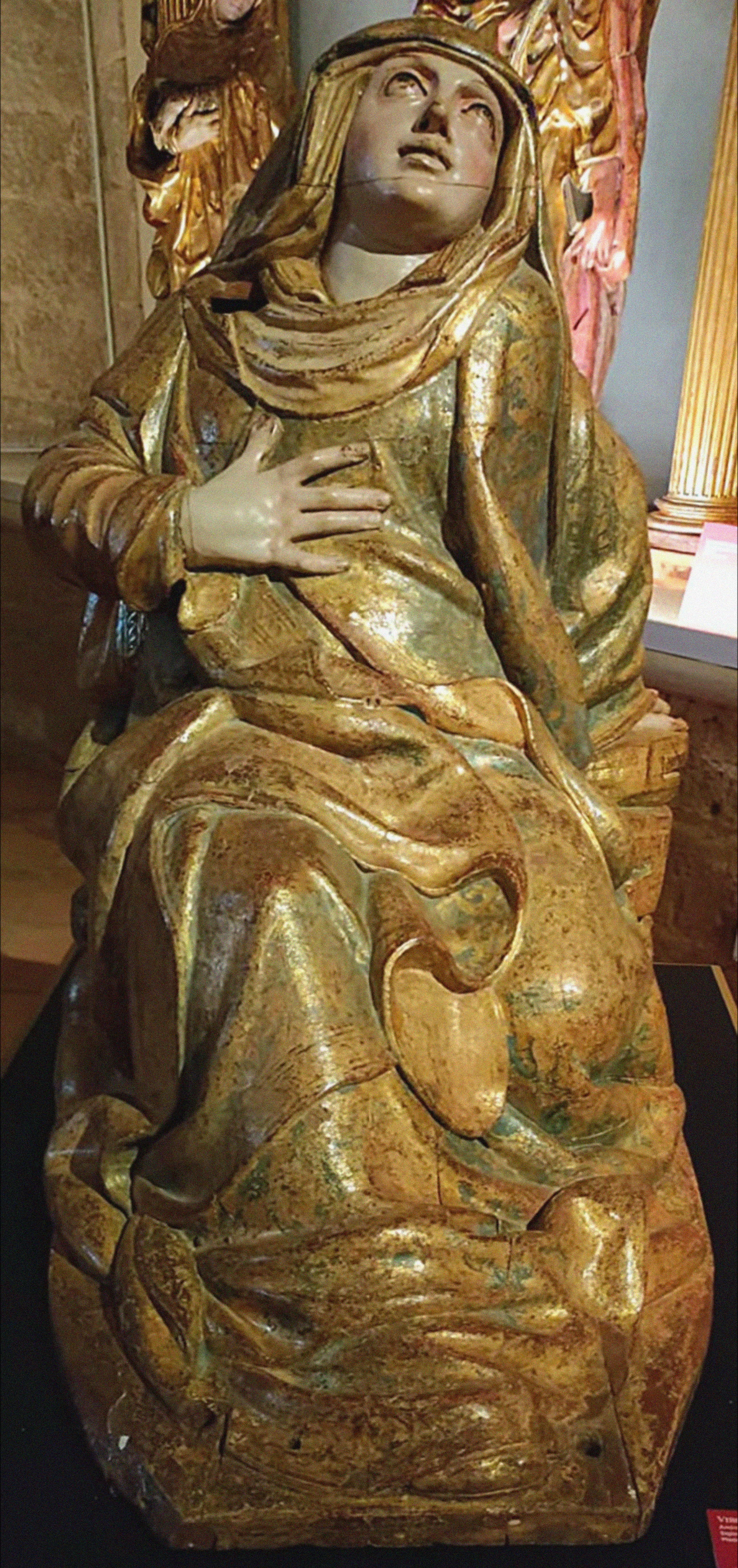
Virgen de las Angustias, atribuida a un discípulo de Juan de Juni